# Mermessus agressus
Mermessus agressus là một loài nhện trong họ Linyphiidae. Chúng được Willis J. Gertsch & Michael Davis miêu tả năm 1937.